# Ministerium Seidler
Das Ministerium Seidler (23. Juni 1917 – 25. Juli 1918; „Ministerium“ bezeichnete im damaligen Sprachgebrauch das ganze Kabinett) war eine von Kaiser Karl I. ernannte Regierung der österreichischen Länder (Cisleithanien) in Österreich-Ungarn.

## Amtszeit
Die von Ernst von Seidler geleitete Regierung folgte auf das nur ein halbes Jahr amtierende, erfolglose Ministerium Clam-Martinic, dem der 1916 geadelte Jurist Seidler, politisch unerfahrener Fachmann, als Ackerbauminister angehört hatte. Seidler leitete nun  das zweite vom jungen Kaiser bestellte cisleithanische Kabinett. Man bemühte sich, durch Berufung von Politikern slowenischer Nationalität und aus Galizien Signale des angestrebten Konsenses im Vielvölkerstaat auszusenden; die tschechischen Politiker, die nicht mehr von Wien aus regiert werden wollten, hielten sich aber fern, ein slowenischer Minister schied vorzeitig aus.
Die Mehrzahl der Ressortchefs wurde anfangs nur als Minister und (provisorische) Leiter der Ministerien ernannt. Am 30. August 1917 erhielten die meisten den Fachministertitel. Im Ministerium Seidler wurde die Gründung des Sozialministeriums vorbereitet und durchgeführt, die Gründung des Ministeriums für Volksgesundheit vorbereitet. Vom 26. Februar 1918 an wurde bis zum Ende der Monarchie der jeweilige im Rang eines Sektionchefs stehende Präsident des k.k. Amtes für Volksernährung, das zum Ministerpräsidenten ressortierte, als Minister ohne Portefeuille in die Regierung aufgenommen; er war berechtigt, Verordnungen zu erlassen wie ein Ressortminister.
Das Ministerium Seidler war letztlich, da weder das Nationalitätenproblem noch Versorgungskrisen gelöst werden konnten, ebenso erfolglos wie seine Vorgänger. Dazu kam, dass sich die militärische Lage Österreich-Ungarns trotz der Hoffnungen, die man in das durch die Russische Revolution 1917  ausgelöste Ausscheiden Russlands aus der Reihe der Kriegsgegner gehegt hatte, weiter verschlechterte. Die Vereinigten Staaten, die dem mit Österreich-Ungarn verbündeten Deutschen Reich im April 1917 den Krieg erklärt hatten, taten dies im Dezember 1917 auch gegenüber der Donaumonarchie, die auf Grund ihrer Schwächen von den Deutschen militärisch und wirtschaftlich immer stärker abhängig wurde.
Am 25. Juli 1918 wurde das Ministerium Hussarek ernannt, die vorletzte Regierung Altösterreichs; eine Verbesserung der Lage des Staates trat auch dadurch nicht ein.
Staatsoberhaupt Cisleithaniens war Karl I., Kaiser von Österreich und König von Böhmen (auf jeden Anteil an den Staatsgeschäften verzichtet 11. November 1918), gemeinsame österreichisch-ungarische Minister in der Amtszeit des Ministeriums Seidler waren:
- Minister des kaiserlichen und königlichen Hauses und des Äußern: Ottokar Graf Czernin bis 16. April 1918, dann Stefan Graf Burián von Rajecz
- Gemeinsamer Finanzminister: Stefan Graf Burián von Rajecz bis 16. April 1918, dann als Außenminister (interimistisch) bis 7. September 1918 mit der Leitung betraut, dann Alexander Freiherr Spitzmüller von Harmersbach
- Kriegsminister: Rudolf Stöger-Steiner Edler von Steinstätten

## Minister
| k.k. Minister                                                      | Amtsinhaber                                                                         | Partei | k.k. Behörde                                                                   | Anmerkung |
| ------------------------------------------------------------------ | ----------------------------------------------------------------------------------- | ------ | ------------------------------------------------------------------------------ | --- |
| Ministerpräsident                                                  | Ernst Ritter Seidler von Feuchtenegg                                                |        | Ministerratspräsidium                                                          | Zuvor seit 1. Juni 1917 Ackerbauminister (Clam-Martinic) |
| Minister des Innern                                                | Friedrich von Toggenburg, vom 11. Juni 1918 an Edmund von Gayer                     |        | Ministerium des Innern                                                         | Toggenburg seit 11. Juni 1917 (Clam-Martinic) im Amt |
| Justizminister                                                     | Hugo Ritter von Schauer                                                             |        | Justizministerium                                                              | Bis 30. August 1917 mit der Leitung betraut |
| Minister für Kultus und Unterricht                                 | Ludwig Cwiklinski                                                                   |        | Ministerium für Kultus und Unterricht                                          | Bis 30. August 1917 mit der Leitung betraut |
| Finanzminister                                                     | Ferdinand von Wimmer                                                                |        | Finanzministerium                                                              | Bis 30. August 1917 mit der Leitung betraut |
| Handelsminister                                                    | Viktor Mataja bis 30. August 1917, dann Friedrich von Wieser                        |        | Handelsministerium                                                             | Mataja: mit der Leitung betraut; ab 30. August 1917 siehe Minister, Vorarbeiten für die Schaffung eines Ministeriums für soziale Fürsorge. Wieser bis 11. November 1918 (Hussarek, Lammasch) im Amt        |
| Minister für öffentliche Arbeiten                                  | Emil Freiherr Homann von Herimberg                                                  |        | Ministerium für öffentliche Arbeiten                                           | Bis 30. August 1917 mit der Leitung betraut. Bis 11. November 1918 (Hussarek, Lammasch) im Amt |
| Eisenbahnminister                                                  | Karl Freiherr von Banhans                                                           |        | Eisenbahnministerium                                                           | Bis 30. August 1917 mit der Leitung betraut. Bis 11. November 1918 (Hussarek, Lammasch) im Amt |
| Ackerbauminister                                                   | Moritz von Ertl, bis 30. August 1917, dann Ernst Graf Silva-Tarouca                 |        | Ackerbauministerium                                                            | Ertl: mit der Leitung betraut. Silva: bis 11. November 1918 (Hussarek, Lammasch) im Amt |
| Minister bis 22. Dezember 1917, dann Minister für soziale Fürsorge | Viktor Mataja ab 30. August 1917                                                    |        | Vorarbeiten, dann Ministerium für soziale Fürsorge                             | 15. November 1908 bis 3. November 1911 (Bienerth, Gautsch) sowie 23. Juni–30. August 1917 mit der Leitung des Handelsministeriums betraut. Das neue Ministerium nahm seinen Betrieb am 1. Jänner 1918 auf. |
| Minister, Vorarbeiten für das Ministerium für Volksgesundheit      | Ivan Horbaczewski ab 30. August 1917                                                |        | Vorarbeiten für das Ministerium für Volksgesundheit (im Ministerratspräsidium) | Am 30. Juli 1918 (Hussarek) zum Minister für Volksgesundheit ernannt. Bis 11. November 1918 (Ministerium Lammasch) im Amt.                                                                                 |
| Minister, Leiter des Amtes für Volksernährung                      | Generalmajor Anton Höfer, Leiter, bis 26. Februar 1918, dann Ludwig Paul, Präsident |        | Amt für Volksernährung beim Ministerratspräsidium                              | Oberst Höfer zuvor seit 5. Jänner 1917 im Ministerium Clam-Martinic. Paul: bis 11. Nov. (Hussarek, Lammasch); 1919 Staatssekretär für Verkehrswesen (Renner II, III) bis † 1. Juli 1920                    |
| Minister für Landesverteidigung                                    | Karl Freiherr Czapp von Birkenstetten                                               |        | Ministerium für Landesverteidigung                                             | Bis 30. August 1917 mit der Leitung betraut; bis 27. Oktober 1918 (Hussarek) im Amt |
| Minister (inoffiziell: Staatsminister für Galizien)                | Julius von Twardowski-Skrzypna                                                      |        | Ministerratspräsidium                                                          | ohne Portefeuille und Sektionschef |
| Minister (30. August 1917 bis 6. Mai 1918)                         | Ivan von Žolger                                                                     |        | Ministerratspräsidium                                                          | Mit der Aufgabe fallweiser Verwaltungskoordination im Krieg; durch individuellen Rücktritt ausgeschieden                                                                                                   |